# Nationaldemokratischer Schweizerbund
Der Nationaldemokratischer Schweizerbund (NS) war eine schweizerische Partei, die der Frontenbewegung zugerechnet wird.
1935 gründete René Sonderegger den Nationaldemokratischen Schweizerbund. Sonderegger nahm erfolglos an den Zürcher Parlamentswahlen teil.
Bis zum August 1940 radikalisierte sich Sonderegger und mit ihm der NS immer mehr. Anfang 1943 kam es zum Streit zwischen Sonderegger und Werner Schmid. Im März 1943 wurde die NS nach der Veröffentlichung der radikalen Thesen von Sonderegger aufgelöst.

## Politische Ausrichtung
Der NS befürwortete zu Beginn seiner Aktivitäten die schweizerische Demokratie und lehnte die Rassentheorie ab. Er trat jedoch für eine Neuordnung Europas unter der Führung Deutschlands ein.
Im Laufe der Zeit wurde die Haltung jedoch radikaler, und der NS glorifizierte Adolf Hitler und den Nationalsozialismus.

## Notizen
1. ↑  als Autor später unter dem Pseudonym Severin Reinhard, Spanischer Sommer. Die abendländische Wandlung zwischen Osten und Westen. * Hintergründe und Abgründe. Ähren-Verlag Affoltern 1948; wieder mit geänd. UT ab *: Zusammenfassung der Gegenwartsgeschichte. Errichtung des zionistischen Gottes. Dargeboten auf Grund Schweizerischer Forschung und Dokumentensammlung. Editorial Prometheus, Buenos Aires 1952; wieder (erster UT) Archiv-Edition, Viöl 2008.- Carl Schmitt las dieses Buch und empfahl es 1957 seinem Briefpartner Armin Mohler, s. ISBN 3050027738, S. 235